# Codex epistolaris Carolinus
Der Codex epistolaris Carolinus ist eine Sammlung von 99 Briefen amtierender Päpste an die karolingischen Herrscher (Karl Martell, Pippin den Jüngeren, Karlmann und Karl den Großen) aus der Zeit von 739/740 bis 791. Erhalten ist die Sammlung in einer einzigen Handschrift, die im engeren Sinne als Codex epistolaris Carolinus bezeichnet wird und sich unter der Signatur 449 in der Österreichischen Nationalbibliothek befindet. Als authentische und zeitgenössische Quelle, in der die politisch Handelnden unmittelbar Stellung beziehen, ist sie von hohem Quellenwert für die Geschichte des 8. Jahrhunderts.
Informationen über die Entstehung der Sammlung bietet das Vorwort („Praefatio“) der Handschrift, dem zufolge Karl der Große im Jahr 791 befohlen habe, sämtliche Briefe der Päpste an seinen Großvater, seinen Vater und ihn selbst „wieder herzustellen und abzuschreiben [...], weil er gesehen hatte, dass sie aufgrund ihres hohen Alters und aus Nachlässigkeit bereits zum Teil abgenutzt und zerstört sind [...], so dass seinen Nachfolgern kein nützliches Zeugnis der heiligen Kirche fehle“. Bei den Absendern handelt es sich um insgesamt sieben Päpste, nämlich um Gregor III., Zacharias, Stephan II., Paul I., Stephan III., Hadrian I. und um den Gegenpapst Konstantin II. Sortiert sind die Texte nach der Amtszeit der Absender, die verschiedenen Briefe eines Papstes sind untereinander jedoch in der Regel nicht chronologisch wiedergegeben. Die Briefe Konstantins II., der abgesetzt und dessen Pontifikat für unrechtmäßig erklärt wurde, befinden sich jedoch ganz am Schluss des Codex. In der Forschung ist umstritten, ob die Sammlung ursprünglich auch Briefe der byzantinischen Kaiser an die karolingischen Herrscher enthielt und demnach heute nur noch in reduziertem Umfang vorliegt.
Die einzige heute noch existierende Handschrift der Sammlung wurde im 9. Jahrhundert angelegt und ist als Bestandteil der Bibliothek des Kölner Erzbischofs Willibert (870–889) nachgewiesen. Charakteristisch sind die fast quadratischen Maße des Manuskriptes, die einen Hinweis darauf geben, dass dieses möglicherweise auch in Köln hergestellt wurde. Die Texte der Briefe sind darin in karolingischer Minuskel enthalten und allesamt durch eine vorangestellte Zusammenfassung ergänzt, die in Capitalis rustica niedergeschrieben wurde. Die Praefatio ist gestalterisch ebenfalls durch Nutzung der Capitalis rustica und darüber hinaus durch Rubrizierung hervorgehoben. Die Handschrift ist gut erhalten und zeigt kaum Nutzungsspuren. Die erste komplette Edition des Textes wurde 1613 durch Jakob Gretser herausgegeben, die erste kritische Ausgabe 1867 durch Philipp Jaffé.

## Ausgaben
- Wilhelm Gundlach (Hrsg.): Codex Carolinus. In: Epistolae Merowingici et Karolini aevi. Band 1 (= Monumenta Germaniae Historica. Epistolae. Band 3). Weidmann, Berlin 1892, S. 469–657 (Digitalisat) (maßgebliche kritische Ausgabe).
- Florian Hartmann, Tina Orth-Müller (Hrsg.): Codex epistolaris Carolinus. Frühmittelalterliche Papstbriefe an die Karolingerherrscher (= Ausgewählte Quellen zur Geschichte des Mittelalters. Freiherr vom Stein-Gedächtnisausgabe. Band 49). Wissenschaftliche Buchgesellschaft, Darmstadt 2017, ISBN 978-3-534-26806-1 (mit Übersetzung und Einleitung).